# Tiwaz

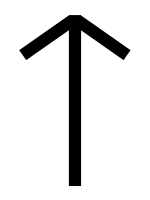
Tiwaz

Tiwaz (ᛏ), auch Tyr-Rune, ist die siebzehnte der 24 Runen des älteren germanischen Runenalphabets Futhark und die zwölfte der 16 des jüngeren Futhark. Ihr Lautwert ist T. Im Dritten Reich war die Tyr-Rune ein Abzeichen der Reichsführerschulen.

## Erläuterung
Die Rune ist dem Himmels- und Kriegsgott Tyr (ahd. Ziu, Zio) zugeordnet. 
Im altnorwegischen Runengedicht wird der Name im alliterativen Merkvers genannt und anspielend auf die nordische Mythe gedeutet: Týr er æinendr ása – „Tyr ist der einhändige Gott“. Nach dem Lied Sigrdrífumál aus der älteren Edda, der sogenannten Lieder-Edda, sollen Runen in das Schwert geritzt und Tyr zweimal angerufen werden, um den Sieg zu erlangen.
Sigrúnar þú scalt kunna, ef þú vilt sigr hafa,

oc rísta á hialti hiors,

sumar á véttrimom, sumar á valbǫstom,

oc nefna tysvar Tý.
Siegrunen schneide, wenn du Sieg willst haben;

Grabe sie auf des Schwertes Griff;

Auf die Seiten einige, andere auf das Stichblatt

Und nenne zweimal Tyr.
In der Salzburg-Wiener Handschrift wird die Rune in einem auf Alcuin als Niederschreiber zurückgeführten gotischen Runenalphabet neben einem altenglischen Futhorc als Tys = Ziu bezeichnet.
Im altenglischen Runengedicht aus dem 10/11. Jahrhundert wird die Rune, altenglisch Tīw, durch nordischen Einfluss mit Tīr transliteriert. Infolge der poetischen Überschreibung durch den gelehrten Dichter – in der Annahme, dass mit Tīr das Sternbild des Stiers (taurus) gemeint sei – wird der Rune eine Bedeutung als Zeichen (altenglisch tacna ‚Wunderzeichen‘) beigelegt, im übertragenen Sinn für einen Stern.
Tir biþ tacna sum, healdeð trywa wel

wiþ æþelingas; a biþ on færylde

ofer nihta genipu, næfre swiceþ.
Tiw ist ein Leitstern, gut hält er seine Treue

den Fürsten; er ist immer auf seiner Bahn

über den Nebeln der Nacht, und versagt niemals.
Im Brakteat Seeland-II-C wurde die Tiwaz-Rune dreifach geprägt, um die kultische Bedeutung zu verstärken.

## Zeichenkodierung
| Unicode Codepoint | U+16CF                       |
| Unicode-Name      | RUNIC LETTER TIWAZ TIR TYR T |
| HTML              | &#5839                       |
| Zeichen           | ᛏ                            |